# Ferrières-lès-Ray
Ferrières-lès-Ray är en kommun i departementet Haute-Saône i regionen Bourgogne-Franche-Comté i östra Frankrike. Kommunen ligger i kantonen Dampierre-sur-Salon som tillhör arrondissementet Vesoul. År 2022 hade Ferrières-lès-Ray 39 invånare.

## Befolkningsutveckling
Antalet invånare i kommunen Ferrières-lès-Ray
| Referens: INSEE |